# Paradoxurus jerdoni
Мусанг коричневий (Paradoxurus jerdoni) — вид ссавців родини  віверових.

## Поширення, поведінка
Цей вид зустрічається в південній частині Індії. Він був записаний в вологих тропічних вічнозелених лісах, а іноді і в кавових плантаціях. Цей вид найпоширеніший на в висотах вище 1000 м, хоча був помічений на 700 м. В основному плодоїдний, харчуючись майже 40 видами дерев тропічного лісу і видів ліан, хоча може доповнити свій раціон птахами, гризунами і комахами. Він веде нічний спосіб життя і переважно деревний, але часто зустрічається на землі, про що свідчать успіхи в захопленні в пастки та фотокамери. Вони відпочивають протягом дня в дуплах дерев, навісних в'язках винограду, гніздах Ratufa indica і розвилках гілок.

## Опис

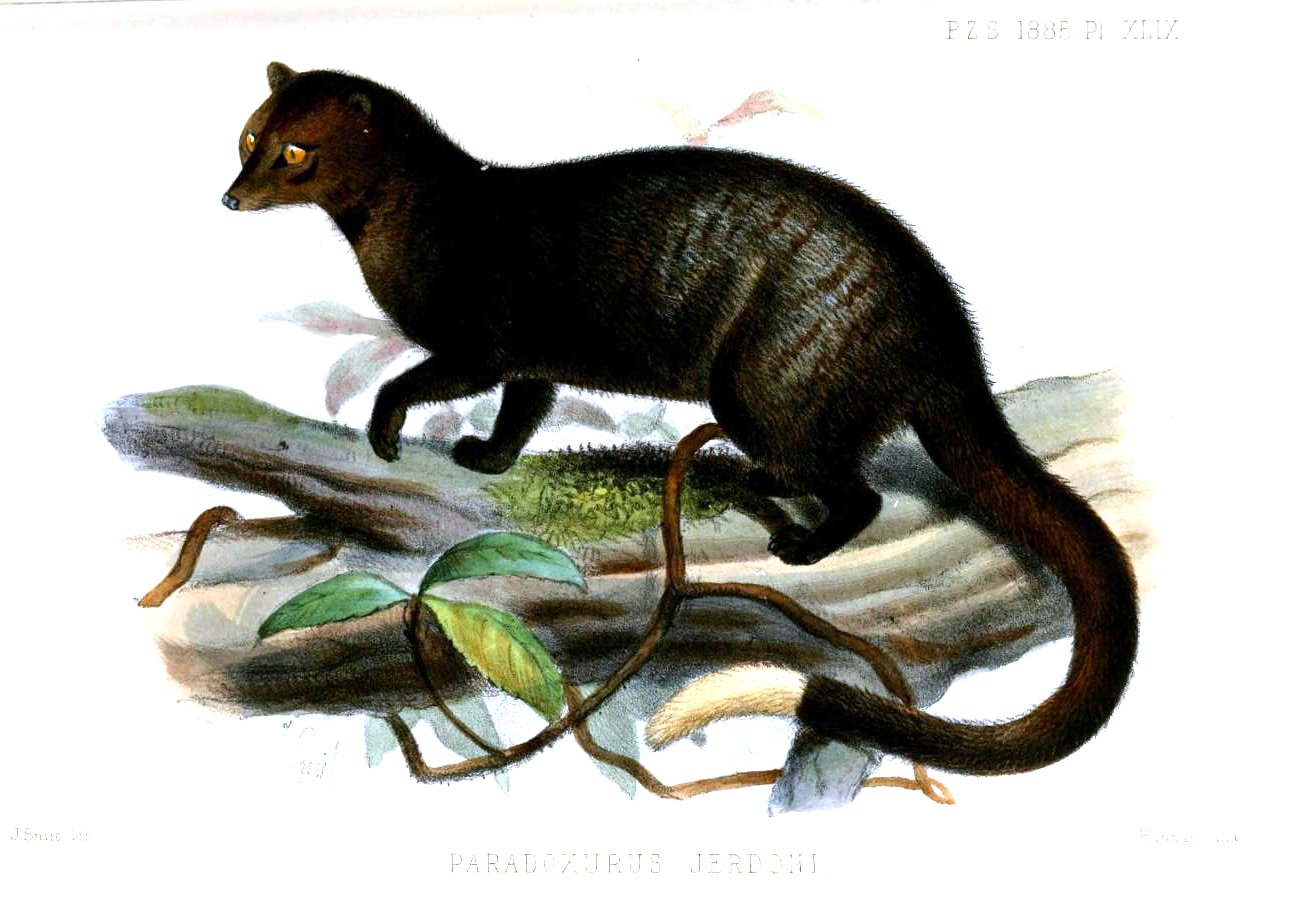
Ілюстрація Джозефа Сміта 1885 р.

Мусанг коричневий має рівномірно коричневе хутро (від блідо-бурого або світло-коричневого до темно-коричневого), темніше навколо голови, шиї, плечей, ніг і хвоста. Іноді хутро може бути трохи сивим. Відмітною особливістю є зворотний напрямок росту волосся на потилиці, схожий на той, що в Paradoxurus zeylonensis. Маса тіла самців коливається від 3,6 кг до 4,3 кг, голови і тіло довжиною від 430 мм до 620 мм, а довжина хвоста від 380 до 530 мм.